# Michael Ruane
Michael Ruane (* 19. Juni 1988) ist ein professioneller US-amerikanischer Pokerspieler.

## Pokerkarriere
Ruane stammt aus Maywood, New Jersey. Zu Beginn seiner Pokerkarriere spielte er mit seinem Zwillingsbruder und ihrem jüngeren Bruder ausschließlich Onlinepoker. Nach dem sogenannten „Black Friday“ am 15. April 2011 zog Ruane mit anderen Pokerspielern umher und lebte zeitweise auf Malta, in Costa Rica und in Montreal. Anschließend kehrte er nach New Jersey zurück und lebt seitdem in Hoboken.
Seine ersten Geldplatzierungen bei Live-Turnieren erzielte Ruane Ende Juni 2011 bei der World Series of Poker (WSOP) im Rio All-Suite Hotel and Casino am Las Vegas Strip. Dort kam er bei zwei Turnieren der Variante No Limit Hold’em in die Geldränge. Im März 2012 belegte er beim Main Event der European Poker Tour in Campione d’Italia den 30. Platz für 13.000 Euro Preisgeld. Bei der WSOP 2016 erreichte Ruane beim Main Event mit dem fünftgrößten Chipstack den Finaltisch, der im November 2016 ausgespielt wurde. Dort wurde er Vierter und erhielt ein Preisgeld von mehr als 2,5 Millionen US-Dollar. Im Juli 2017 hatte Ruane erneut einen guten Lauf beim WSOP-Main-Event und erreichte den siebten Turniertag. Dort schied er als letzter Spieler vor Erreichen des Finaltischs aus und erhielt für seinen zehnten Platz ein Preisgeld von rund 825.000 US-Dollar. Anfang Dezember 2017 belegte Ruane beim Main Event der World Poker Tour im Hotel Bellagio am Las Vegas Strip den mit mehr als 60.000 US-Dollar dotierten 15. Rang. Seitdem blieben größere Turniererfolge aus.
Insgesamt hat sich Ruane mit Poker bei Live-Turnieren mehr als 3,5 Millionen US-Dollar erspielt.